# Thurso (Fluss)
Der Thurso ist ein Fluss in der schottischen Council Area Highland in der traditionellen schottischen Grafschaft Caithness. Er entspringt in einer unbesiedelten Hügelregion an der Grenze mit der Grafschaft Sutherland. Von dort aus fließt er zunächst in östlicher Richtung. Nach einigen Kilometern mündet der Glutt Water von Süden kommend ein und der Thurso ändert seine Fließrichtung nach Nordosten. Dann durchfließt der Thurso Loch More und sein Lauf knickt einige Kilometer danach nach Norden ab. Der Thurso fließt durch die Ortschaft Halkirk und mündet  in Thurso in den Pentland Firth. Der Thurso fließt meist durch unbewaldete, dünnbesiedelte Gebiete und eignet sich zum Angeln.

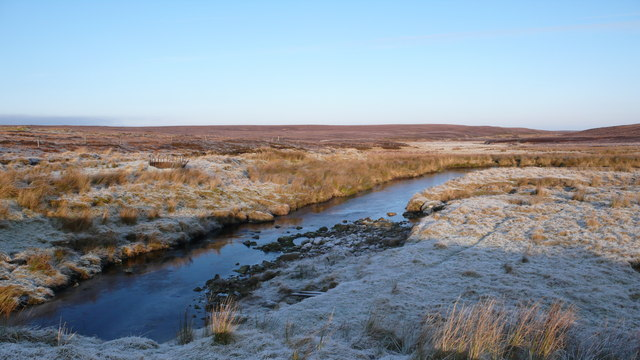
Glutt Water – ein Zufluss des Thurso
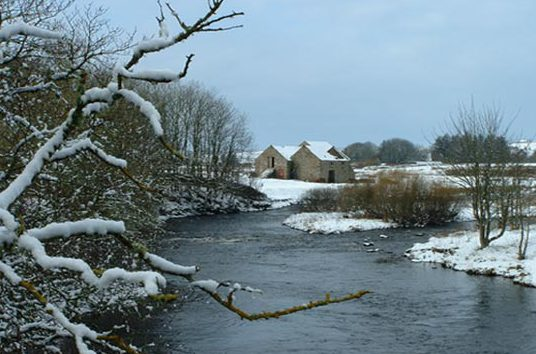
Der Thurso bei Halkirk
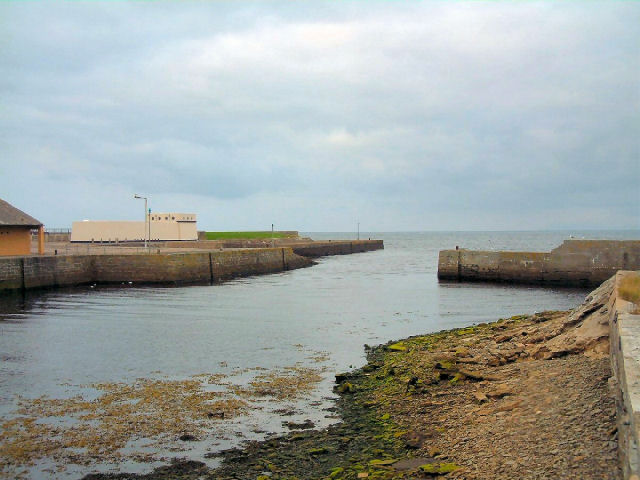
Mündung in Thurso